# Ending is the Beginning: The Mitch Lucker Memorial Show
Ending Is the Beginning: The Mitch Lucker Memorial Show é um álbum de vídeo ao vivo da banda de deathcore Suicide Silence. Foi lançado em CD/DVD/Blu-ray em 18 de fevereiro de 2014. O desempenho foi organizada em memorial ao fundador vocalista do Suicide Silence Mitch Lucker, depois de sua morte por ferimentos sofridos por um acidente de moto no dia 1 de novembro de 2012. A performance contou com uma série de vocalistas convidados para cada uma das canções, cada um dos vocalistas era amigos próximo de Lucker. O título é derivado do título da faixa de seu álbum de estréia auto-intitulado EP de estreia.
O lançamento foi dedicado ao falecido vocalista Mitch Lucker e sua filha, Kenadee Lucker.

## Lista da trilha
| Nº  | Título                               | Tempo | Álbum            | Ano  | Vocalista convidado                                                    |
| --- | ------------------------------------ | ----- | ---------------- | ---- | ---------------------------------------------------------------------- |
| 1.  | Destruction of a Statue              | 3:26  | Suicide Silence  | 2005 | Jonny Davy do Job for a Cowboy                                         |
| 2.  | Distorted Thought of Addiction       | 3:58  | Suicide Silence  | 2005 | Greg Wilburn do The Devastated                                         |
| 3.  | Ending Is the Beginning              | 2:50  | Suicide Silence  | 2005 | Brook Reeves do Impending Doom                                         |
| 4.  | Bludgeoned to Death                  | 2:53  | The Cleansing    | 2007 | Ricky Hoover, ex-Suffokate                                             |
| 5.  | Unanswered                           | 2:36  | The Cleansing    | 2007 | Phil Bozeman do Whitechapel                                            |
| 6.  | Girl of Glass                        | 3:05  | The Cleansing    | 2007 | Myke Terry ex-Bury Your Dead                                           |
| 7.  | The Price of Beauty                  | 3:07  | The Cleansing    | 2007 | Danny Worsnop do ex-Asking Alexandria                                  |
| 8.  | No Pity for a Coward                 | 3:39  | The Cleansing    | 2007 | Johnny Plague do Winds of Plague                                       |
| 9.  | Disengage                            | 4:21  | No Time to Bleed | 2009 | Cameron "Big Chocolate" Argon do Disfiguring The Goddess               |
| 10. | No Time to Bleed                     | 3:32  | No Time to Bleed | 2009 | Burke VanRaalte do With Dead Hands Rising                              |
| 11. | Smoke                                | 3:54  | No Time to Bleed | 2009 | Anthony Notarmaso do After the Burial                                  |
| 12. | Wake Up                              | 4:00  | No Time to Bleed | 2009 | Tim Lambesis do As I Lay Dying & Austrian Death Machine                |
| 13. | March of the Black Crown             | 1:12  | The Black Crown  | 2011 | Instrumental                                                           |
| 14. | Slaves to Substance                  | 3:45  | The Black Crown  | 2011 | Hernan "Eddie" Hermida do All Shall Perish,Suicide Silence(atualmente) |
| 15. | O.C.D                                | 3:34  | The Black Crown  | 2011 | Austin Carlile do Of Mice & Men                                        |
| 16. | Fuck Everything                      | 4:52  | The Black Crown  | 2011 | Chad Gray do Mudvayne & Hellyeah                                       |
| 17. | Die Young (Black Sabbath cover)      | 5:30  | Heaven and Hell  | 1980 | Robb Flynn do Machine Head                                             |
| 18. | Roots Bloody Roots (Sepultura cover) | 4:05  | Roots            | 1996 | Max Cavalera do Soulfly ex-Sepultura                                   |
| 19. | Engine No. 9 (Deftones cover)        | 4:28  | Adrenaline       | 1980 | Mitch Lucker (via gravação)                                            |
| 20. | You Only Live Once                   | 4:31  | The Black Crown  | 2011 | Randy Blythe do Lamb of God                                            |

## Créditos
Suicide Silence
- Mitch Lucker - vocais em "Motor No. 9" (só de gravação)
- Chris Garza - guitarra rítmica
- Mark Heylmun - guitarra
- Alex Lopez - bateria
- Dan Kenny - baixo

Músicos adicionais
- Jonny Davy - vocais em "Destruction of a Statue"
- Greg Wilburg - vocais em "Distorted Thought of Addiction"
- Brook Reeves - vocais em "Ending Is the Beginning"
- Ricky Hoover - os vocais em "Bludgeoned to Death"
- Phil Bozeman - os vocais em "Unanswered"
- Myke Terry - os vocais em "Girl of Glass"
- Danny Worsnop - os vocais em "The Price of Beauty"
- Johnny Plague - os vocais em "No Pity for a Coward"
- Cameron "Big Chocolate" Argon - vocais em "Disengage"
- Burke Vanraalte - os vocais em "No Time to Bleed"
- Anthony Notarmaso - os vocais em "Smoke"
- Tim Lambesis - os vocais em "Wake Up"
- Hernan " Eddie " Hermida - os vocais em "Slaves to Substance"
- Austin Carlile - os vocais em "OCD"
- Chad Gray - os vocais em "Fuck Everything"
- Robb Flynn - Vocais, guitarra acústica em "Die Young" , guitarra em "You Only Live Once"
- Max Cavalera - Vocais, guitarra em "Roots Bloody Roots"
- Randy Blythe - vocais em "You Only Live Once"
- Josh Goddard - bateria em "Destruction of a Statue", "Distorted Thought of Addiction" e "Ending Is the Beginning"
- Rick Ash - guitarra em "Destruction of a Statue", "Distorted Thought of Addiction" e "Ending Is the Beginning"
- Scott Proctor - guitarra acústica em "Die Young", técnico de guitarra

Produção
- Jose Mangin - host
- Jerry Clubb - produtor executivo, design de produção, supervisor de edição
- James Lynch - produtor, design de produção
- Jeremy Schott - produtor, editor de vídeo, operador de câmera, diretor, editor
- Zafer Ulkucu - produtor
- Josh Gilbert - pós-produção de áudio mixagem, engenharia de áudio ao vivo
- Joseph McQueen - pós-produção de áudio mixagem, engenharia de áudio ao vivo
- Daniel Abell - operador de câmara
- Dalton Blanco - operador de câmara
- Steven Burhoe - operador de câmara, diretor, editor
- Robbie Tassaro - operador de câmara
- Roger Timm - operador de câmara
- Mark Weinberg - operador de câmara
- Abe Portillo - operador de jib
- Corey Clark - assistente de câmara
- Derrell Stanfield - assistente de câmara
- Lizzy Gonzalez - videografia bastidores, fotografia, operador de câmara
- Evan Meszaros - engenharia de áudio ao vivo
- John Montes - engenharia de áudio ao vivo
- Adam Elmakias - fotografia
- Sonny Guillen - fotografia
- Jerry John Nicholl - fotografia
- Scott Snyder - iluminação
- Jim Destefano - visuais
- DJ Big Wiz - visuais
- Ben Lionetti - técnico
- Trent Lopez - técnico
- Kevin Martin - Chelsea técnico Chase - coordenador artista
- Carlee Lowe - coordenador artista
- Andy Serrão - promotor
- Noah Russel - Gestão de bastidores
- Rob Mirhadi - mercadoria
- Megan Moore - mercadoria
- Joe Potengi - mercadoria
- Bailey Schrock - mercadoria
- Chelsie Smith - mercadoria
- Cody Swift - mercadoria
- Stephanie Fiorse - chamará
- Sarah Latis - assistente de produção
- Mike Ramsey - assistente de produção